# Jean-Luc Deuffic
 (septembre 2016).
Jean-Luc Deuffic, né en 1953 à Daoulas (Finistère), est un historien médiéviste, qui dirige la collection Pecia, Le Livre et l'écrit aux éditions Brepols.

## Biographie
Jean-Luc Deuffic est un historien français autodidacte, médiéviste, spécialisé dans l'histoire culturelle de la Bretagne, et dans l'étude des manuscrits.
Créateur en 1981 de la publication Britannia Christiana, il collabore à la fondation du Cirdomoc et à l'organisation du 15e centenaire de l'abbaye Saint-Guénolé de Landévennec en 1985. Il dirige la collection périodique Pecia, Le Livre et l'écrit  (ISSN 1761-4961), aux éditions Brepols (Turnhout).

## Publications
- Daoulas, témoin du passé  à travers les cartes postales anciennes, Association des amis du vieux Daoulas, 1981, 28 p. -ill., couv. ill. -30 cm.
- Avec François Falc'hun, Daoulas, Rennes, Ouest-France : 1981, 35-La Guerche-de-Bretagne, impr. Raynard, 32 p. -ill. en coul., couv. ill. en coul., 23 cm.
- Chroniques du vieux Daoulas, Association des amis du vieux Daoulas : 1985, in-4°, 95 p., ill., cartes.
- Monuments originaux de l'histoire de saint Yves, Sources manuscrites d’histoire médiévale, I, volume 1, Pecia, Saint-Denis, 2003, 208 p.
- La bibliothèque royale du Louvre (Le livre médiéval, II), volume 1, Pecia, Saint-Denis, 2004.
- Livres et bibliothèques au Moyen Âge (Le livre médiéval, I), Pecia, Saint-Denis, 2005, 120 p.
- Notes de bibliologie. Livres d'heures et manuscrits du Moyen Âge identifiés (XIXe – XVIe siècle), Avant-propos d'Eberhard König (Pecia Le livre et l'écrit 7), Turnhout, Brepols, 2010, [présentation en ligne].
- Inventaire des livres liturgiques de Bretagne. Livres d'heures, de piété, de dévotion et ouvrages associés antérieurs à 1790. Manuscrits et imprimés. 2014 –  (ISBN 978-2-7466-6731-0) – CD-ROM. [présentation en ligne][2].
- Le livre d'heures enluminé en Bretagne. Car sans heures ne puys Dieu prier (Manuscripta Illuminata, MI 5), 742 p. 150 Ill. n/b et coul. 2019/2020. Brepols Publishers.

### Directions d'ouvrages
- Reliques et sainteté dans l'espace médiéval, Pecia, Saint-Denis, 2006, 656 p.
- La Bretagne carolingienne. Entre influences insulaires et continentales, Pecia, Saint-Denis, 2008, 172 p.[3]

### Collaborations
- Les funérailles d'une reine : Anne de Bretagne (1514) : "Qu'il mecte ma povre ame en celeste lumiere" : textes, images et manuscrits / Elizabeth A.R. Brown, Cynthia J. Brown, Jean-Luc Deuffic ; introduction Michael Jones / Turnhout (Belgique) : Brepols Publishers, 2013, 333 p.